# 5481 Kiuchi
5481 Kiuchi è un asteroide della fascia principale. È stato dedicato all'astrofilo giapponese Tsuruhiko Kiuchi. Scoperto nel 1990, presenta un'orbita caratterizzata da un semiasse maggiore pari a 2,3398116 UA e da un'eccentricità di 0,0618978, inclinata di 5,95772° rispetto all'eclittica. È un asteroide binario.